# Durdle Door

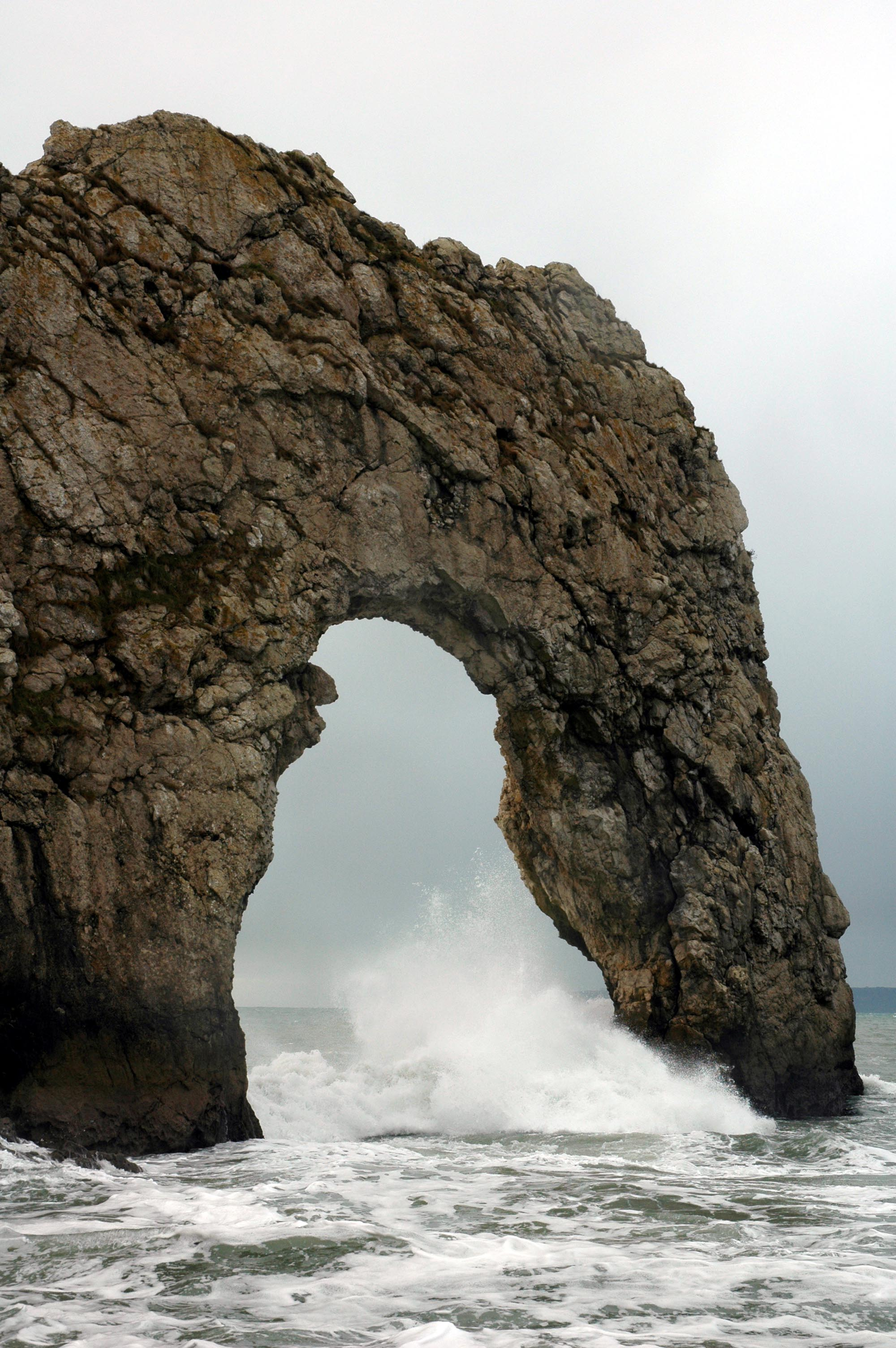
Durdle Door

Durdle Door of Durdle Dor is een natuurlijke brug bestaande uit kalksteen in de buurt van West Lulworth (Dorset, Zuid-Engeland) aan de Jurassic Coast langs Het Kanaal.

## Geologie
De brug is gevormd in een concordante kustlijn waar geologische gesteentelagen parallel aan de kustlijn lopen. De gesteentelagen staan bijna verticaal en ze zijn vrij dun. Er liep oorspronkelijk een laag dunne maar competente Portland limestone langs de kust. Landinwaarts ligt daarna een 120 m dikke laag zachtere gesteenten, die makkelijk weg eroderen. Daar weer achter ligt een dikke en competente laag krijtgesteente (uit de Chalk Group), die de Purbeck Hills vormt.
Bij Durdle Door is bijna de gehele Portland limestone weggeërodeerd op een vooruit de zee instekend stuk na, dat de natuurlijke brug vormt.

## Zie ook

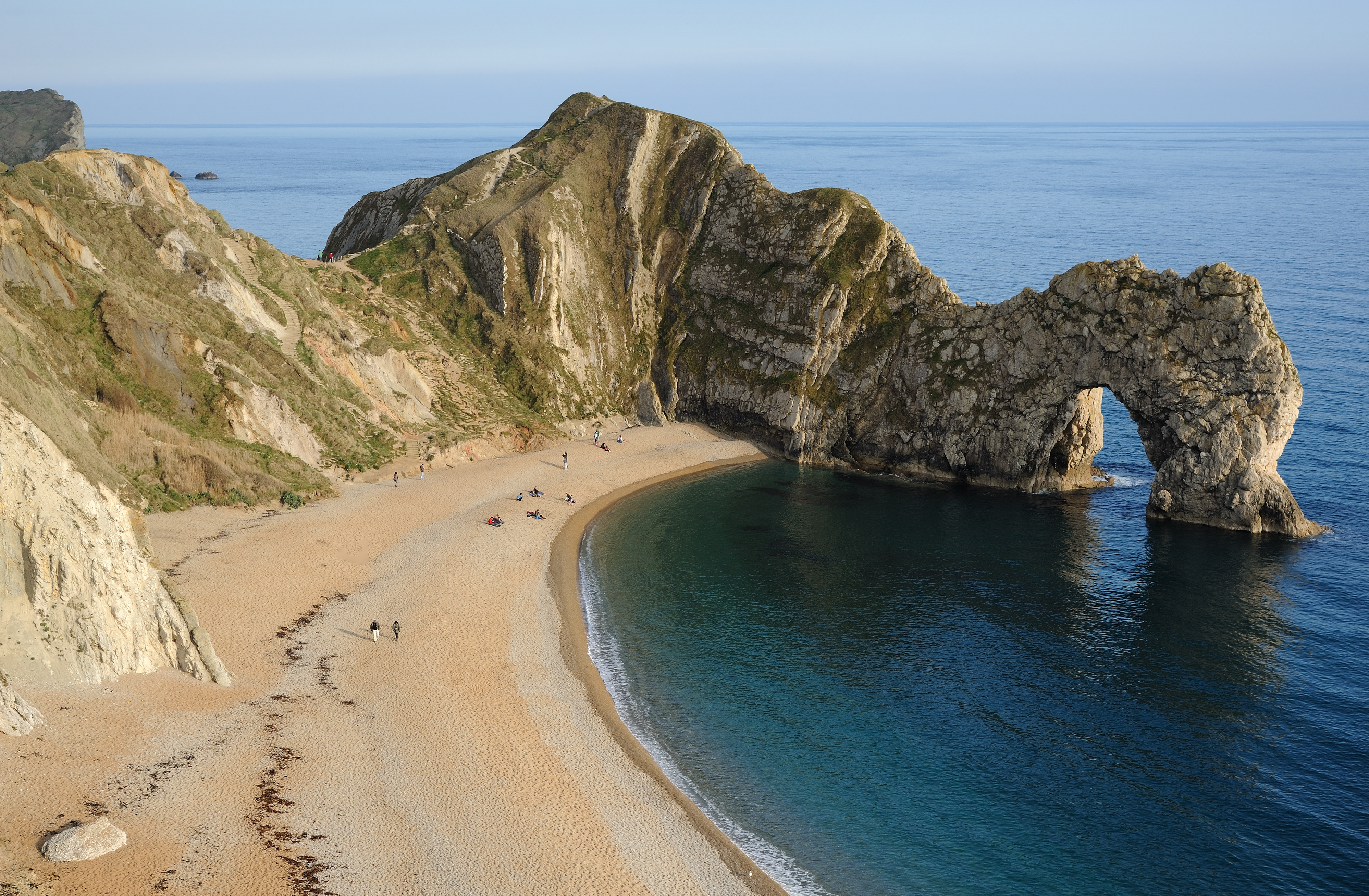